# Nischnewartowsk
Nischnewartowsk (russisch Нижнева́ртовск) ist eine Großstadt im Autonomen Kreis der Chanten und Mansen/Jugra in Russland. Sie liegt am Fluss Ob und hat 251.694 Einwohner (Stand 14. Oktober 2010). Nischnewartowsk ist die fünftreichste Stadt Russlands.

## Geschichte
Anfang des 20. Jahrhunderts wurde auf dem flacheren rechten Ufer des Ob eine Andockstation eingerichtet, an welcher sich die dort vorbeifahrenden Dampfschiffe mit Brennholz eindeckten. Im Jahre 1912 bestand der Ort Nischnewartowskoje (russisch Нижнева́ртовское) aus fünf Häusern, in denen elf Menschen lebten.
Im September 1924 wurde der Nischnewartowski-Dorfsowjet (russisch Нижнева́ртовский се́льский Сове́т) gegründet, und der Ort, der nun Nischnewartowski (russisch Нижнева́ртовский) genannt wurde, hatte offiziell den Status einer Siedlung. Am 29. September 1964 wurde er zur Arbeitersiedlung ernannt, am 9. März 1972 erhielt Nischnewartowsk den Status einer Stadt und seinen jetzigen Namen.
Am 1. August 2008 war in Nischnewartowsk eine totale Sonnenfinsternis zu beobachten.

## Bevölkerung
Die Bevölkerungsmehrheit in der Stadt stellen die Russen (65,59 %), gefolgt von den Tataren (9,66 %) und den Ukrainern (8,34 %). Kleinere Minderheiten sind die Baschkiren (3,61 %), Aserbaidschaner (2,03 %), Weißrussen (1,43 %) und Tschuwaschen (1,03 %).

### Bevölkerungsentwicklung
| Jahr | Einwohner |
| ---- | --------- |
| 1970 | 15.663    |
| 1979 | 108.740   |
| 1989 | 241.457   |
| 2002 | 239.044   |
| 2010 | 251.694   |

Anmerkung: Volkszählungsdaten

## Infrastruktur
Die Stadt ist das Zentrum der westsibirischen Ölindustrie und eine der reichsten Städte Russlands.
Sie verfügt über ein Stadttheater.

### Verkehr
Im Jahre 2002 wurde Nischnewartowsk an das russische Eisenbahnnetz angeschlossen. Die eingleisige nichtelektrifizierte Strecke (betrieben durch die Regionaldirektion Swerdlowsk) beginnt in  Tjumen (km 0) und führt über Tobolsk (km 222) und Surgut (km 696) nach Nischnewartowsk (km 933).
Der Flughafen Nischnewartowsk (ICAO-Code: USNN; IATA-Code: NJC) liegt vier Kilometer nordwestlich des Zentrums. Er verfügt über eine 3200 Meter lange asphaltierte Startbahn und erlaubt auch den Einsatz von Großraumflugzeugen. Zahlreiche Fluggesellschaften bieten Flüge nach Moskau, zu zahlreichen Städten Sibiriens sowie zu weiteren Zielen in Russland an. Angeflogen werden unter anderem Anapa, Jekaterinburg, Krasnodar, Nowosibirsk, Omsk, Samara, Simferopol, Tscheljabinsk und Ufa, wobei mit Baku und Kiew auch internationale Ziele bedient werden. Ferner ist Nischnewartowsk Ausgangspunkt für Anschlussflüge zu zahlreichen regionalen Flughäfen. UTair betreibt hier ein regionales Drehkreuz.

## Bildung
Folgende Institutionen sind in Nischnewartowsk ansässig:
Westsibirische Hochschule für Finanzen und Recht, Staatliche Pädagogische Hochschule, Filiale der Nordwestlichen Akademie des Staatsdienstes, Nördliche Hochschule für Wirtschaft und Verwaltung, Filiale der A.-S.-Gribojedow-Hochschule für internationales Recht und Wirtschaft, Filiale der Staatlichen Universität Tjumen, Filiale der Staatlichen Universität für Öl und Gas Tjumen, Filiale der Süduralischen staatlichen Universität.

## Söhne und Töchter der Stadt
- Jewgeni Makarenko (* 1975), Boxer
- Alexander Maletin (* 1975), Boxer
- Dmitri Grigorenko (* 1978), Politiker[3]
- Dmitri Jakowenko (* 1983), Schachspieler
- Andrei Dubassow (* 1984), Biathlet
- Xenia Suchinowa (* 1987), Miss World 2008
- Semjon Antonow (* 1989), Basketballspieler
- Alexander Strelzow (* 1990), Eishockeyspieler
- Wassili Strelzow (* 1990), Eishockeyspieler
- Katharina Müller (* 1995), deutsche Eiskunstläuferin
- Jewgeni Goschew (* 1997), Fußballspieler
- Maxim Chramzow (* 1998), Taekwondoin

## Bilder

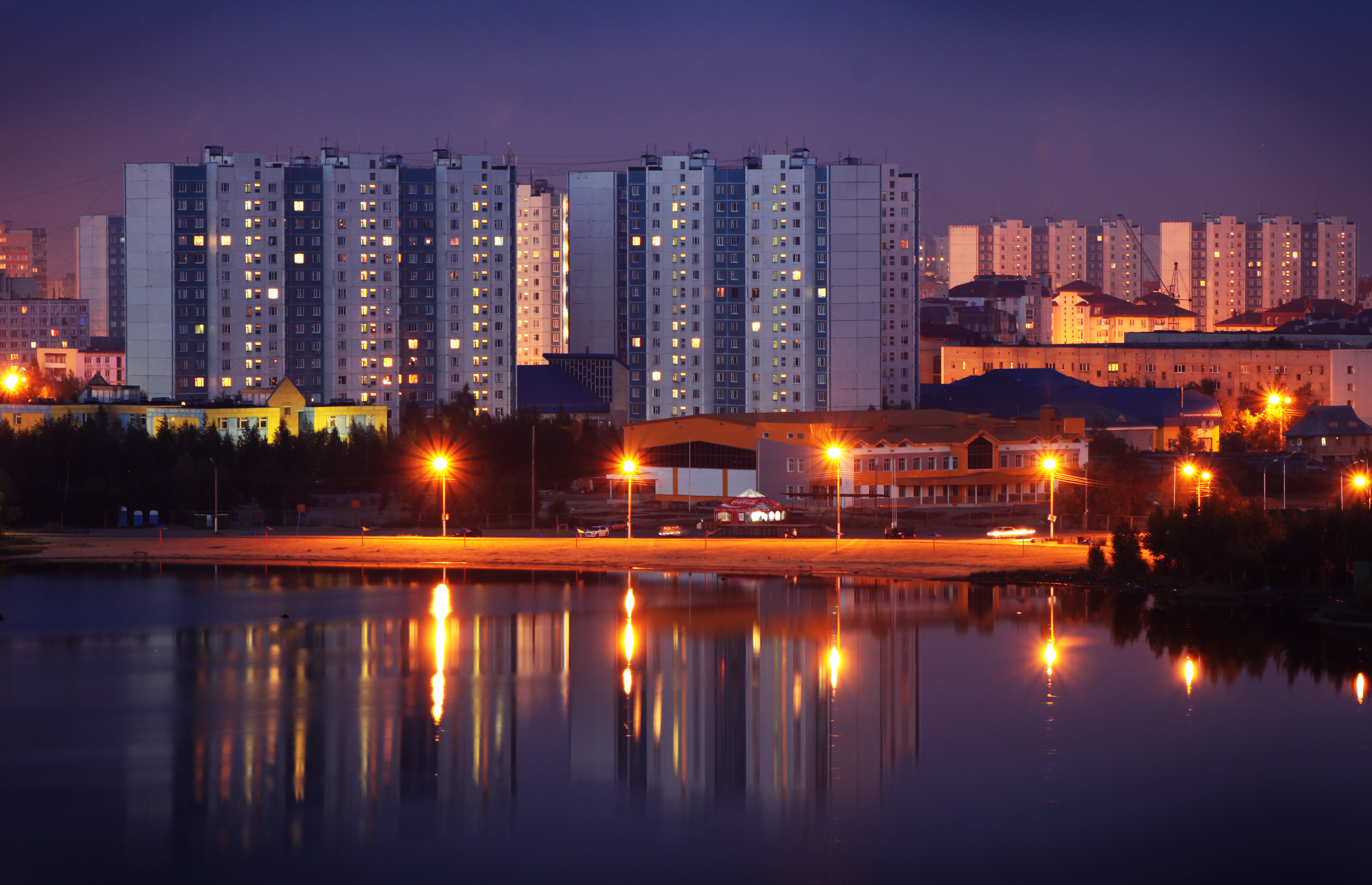
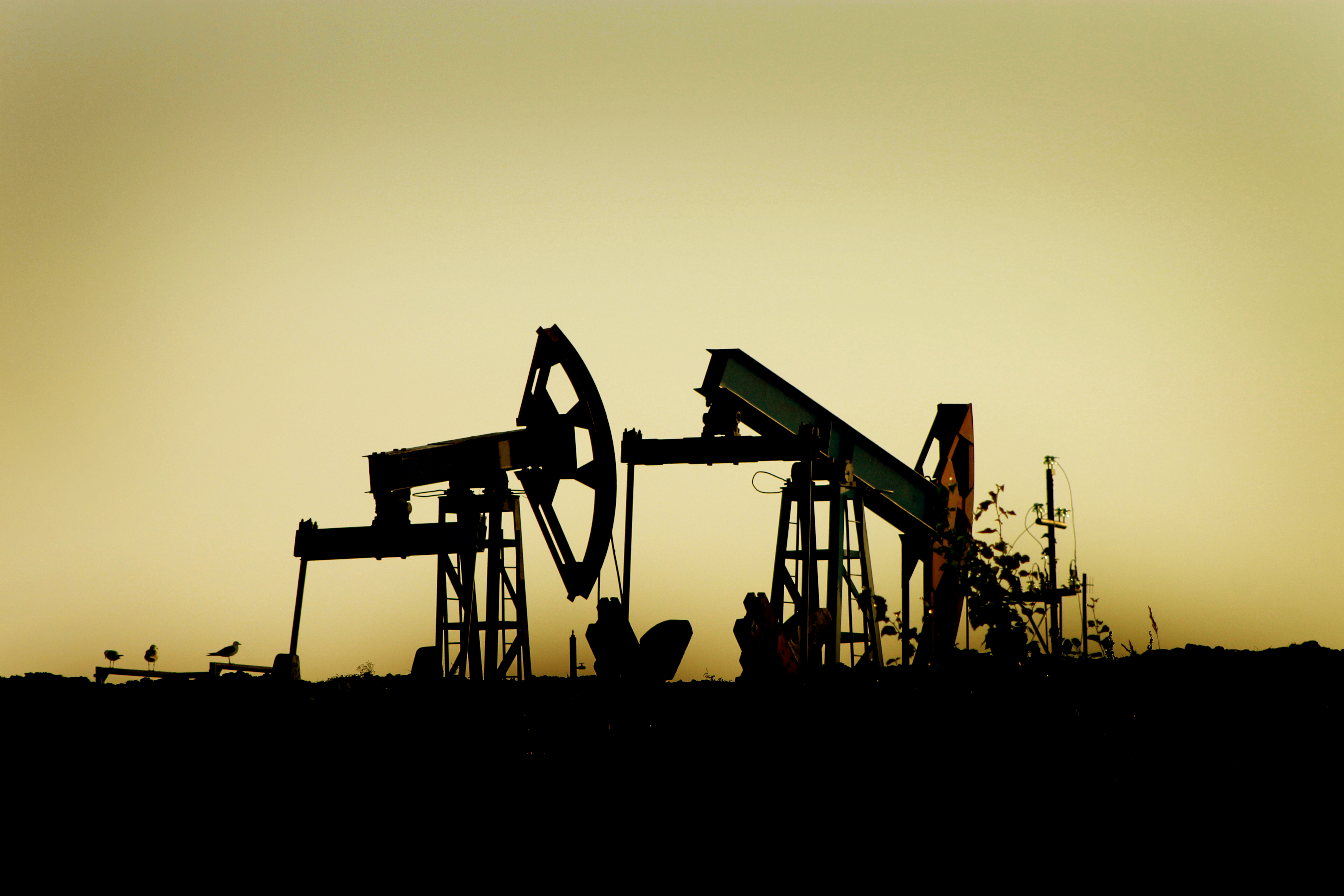
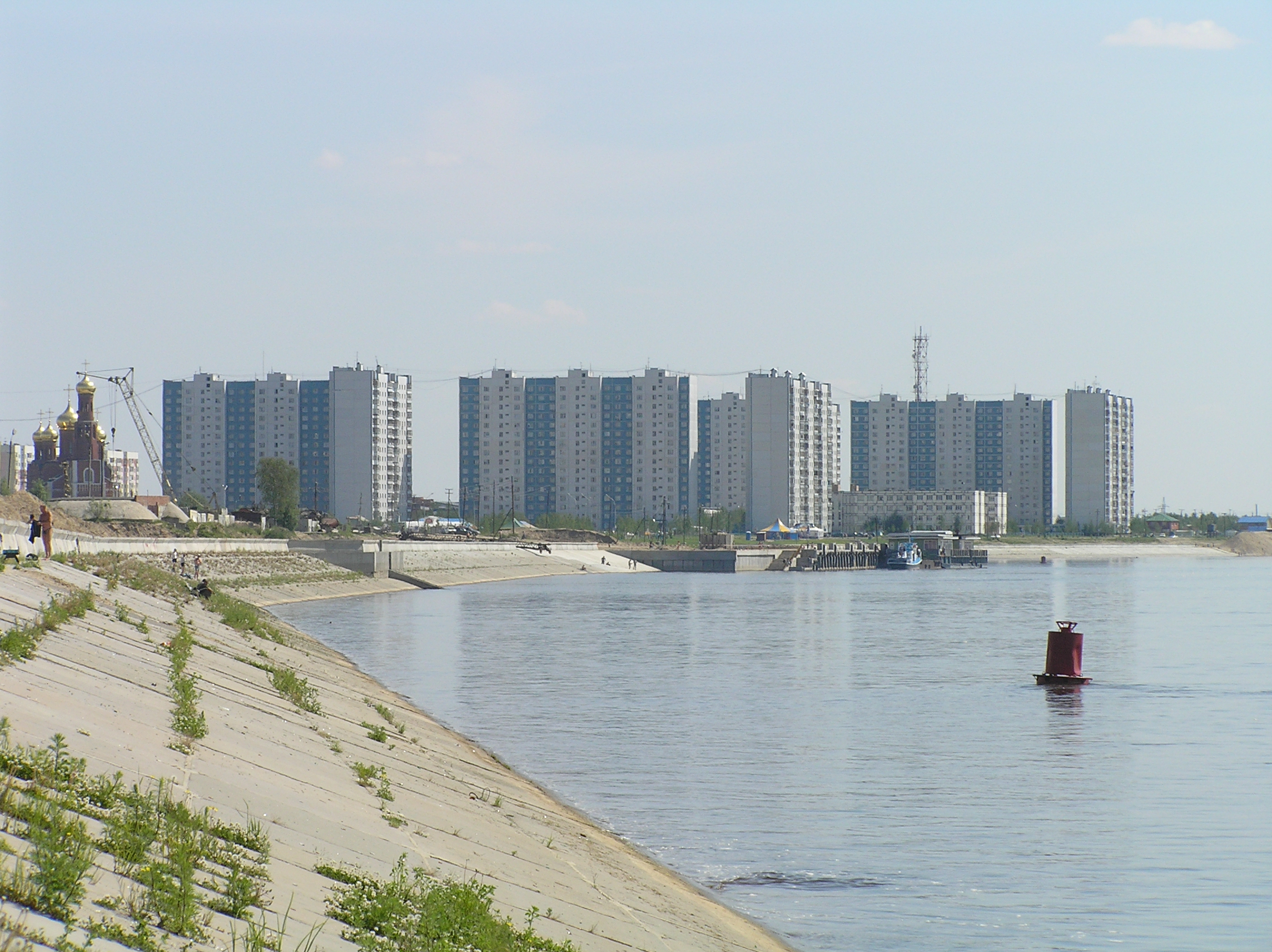
Wohnhäuser am Ob (Juni 2005)